# Log - Dragomer
Log - Dragomer là một khu tự quản (tiếng Slovenia: občine, số ít – občina) trong vùng Osrednjeslovenska của Slovenia. Log - Dragomer có diện tích 12.9 km2, dân số là theo điều tra ngày 31 tháng 3 năm 2002 là 3356 người. Thủ phủ khu tự quản Log - Dragomer đóng tại Dragomer.